# Bahuari
Bahuari (en népalais : बहुअरी) est un comité de développement villageois du Népal situé dans le district de Bara. Au recensement de 2011, il comptait 4 965 habitants.